# Jim Garrison
Earling Carothers „Jim“ Garrison (20. listopadu 1921 Denison, Iowa – 21. října 1992 New Orleans, Louisiana) byl členem americké Demokratické strany a mezi lety 1962 až 1973 působil jako státní návladní v New Orleansu, státě Louisiana. Známým se stal především díky své snaze vyšetřit a objasnit okolnosti atentátu na Johna F. Kennedyho, 35. prezidenta Spojených států, ke kterému došlo dne 22. listopadu 1963 v texaském Dallasu. Garrison se tímto vyšetřováním snažil prokázat své podezření, podle kterého mělo za atentátem na Kennedyho stát rozsáhlé spiknutí, do nějž měly být zapojeny i americké federální složky. Dodnes se však smrt prezidenta Kennedyho nepodařilo zcela objasnit a existuje pouze řada různých teorií.